# Jorge Guardiola
Jorge Guardiola, född 11 september 1963 i Madrid, är en spansk före detta sportskytt.
Guardiola blev olympisk bronsmedaljör i skeet vid sommarspelen 1988 i Seoul.